# Лупоаја (Горж)
Лупоаја (рум. Lupoaia) насеље је у Румунији у округу Горж у општини Катунеле. Oпштина се налази на надморској висини од 192 m.

## Становништво
Према подацима из 2002. године у насељу је живело 880 становника, од којих су сви румунске националности.